# Malaguti Crosser
Il Malaguti Crosser è uno scooter prodotto dalla casa motociclistica italiana Malaguti dal 1995 al 2002.
È stata prodotto su licenza anche in Spagna dalla Rieju ribattezzato Rieju Crosser.

## Caratteristiche
Il Malaguti Crosser (codice telaio ZJM 43) venne presentato al Motor Show di Bologna nel dicembre del 1994 e venne posto in vendita dalla primavera 1995. Si tratta di uno scooter a ruote alte con pneumatici tassellati per il fuoristrada destinato soprattutto al pubblico giovanile e concorrente diretto dell’MBK Booster. Venne offerto in due versioni: la base EL e il modello più ricco CR1.
Progettato dalla Engines Engineering, il Crosser adottava una forcella a steli tradizionali, un inedito sistema della sospensione posteriore denominato IHPS (Inside horizontal progressive system) brevettato dalla Malaguti con ammortizzatore centrale. Esteticamente era caratterizzato da griglie protettive per le prese d'aria e per i fanali, carenatura per l’impianto frenante. Il motore è un 50 cm³ due tempi Franco Morini orizzontale con raffreddamento ad aria forzata abbinato ad un cambio a variatore, l’impianto frenante è a disco da 190 mm anteriore e tamburo da 100 mm al posteriore, con pneumatici anteriore da 110/90 R12 e posteriore 130/90 R10.
Durante la sua carriera commerciale non ha avuto aggiornamenti significativi, ad accezione dell’omologazione del motore alla normativa Euro 1 nel 2000.
Uscì di produzione nel 2002 senza essere sostituito da nessun modello.

## Vicende giudiziarie
Nel 2005, in seguito ad un incidente mortale, tutti gli esemplari dello scooter presenti sul territorio nazionale vennero sequestrati dalla Polizia Italiana a causa di un problema di perdita di carburante dovuto ad un errore nella progettazione del tappo del serbatoio; in caso di inclinazione del mezzo durante una curva, una salita o una impennata si verificava la fuoriuscita di carburante che entrava in contatto con i cavi dell’impianto elettrico. La Malaguti successivamente richiamó i veicoli modificando il tappo del serbatoio.